# Koako
Koako är en ort i Mexiko.   Den ligger i kommunen Tepetzintla och delstaten Puebla, i den sydöstra delen av landet, 140 km öster om huvudstaden Mexico City. Koako ligger 1 651 meter över havet och antalet invånare är 320.
Terrängen runt Koako är kuperad norrut, men söderut är den bergig. Runt Koako är det ganska tätbefolkat, med 149 invånare per kvadratkilometer. Närmaste större samhälle är Zacatlán, 9,6 km väster om Koako. I omgivningarna runt Koako växer i huvudsak blandskog.